# Stile Enrico II

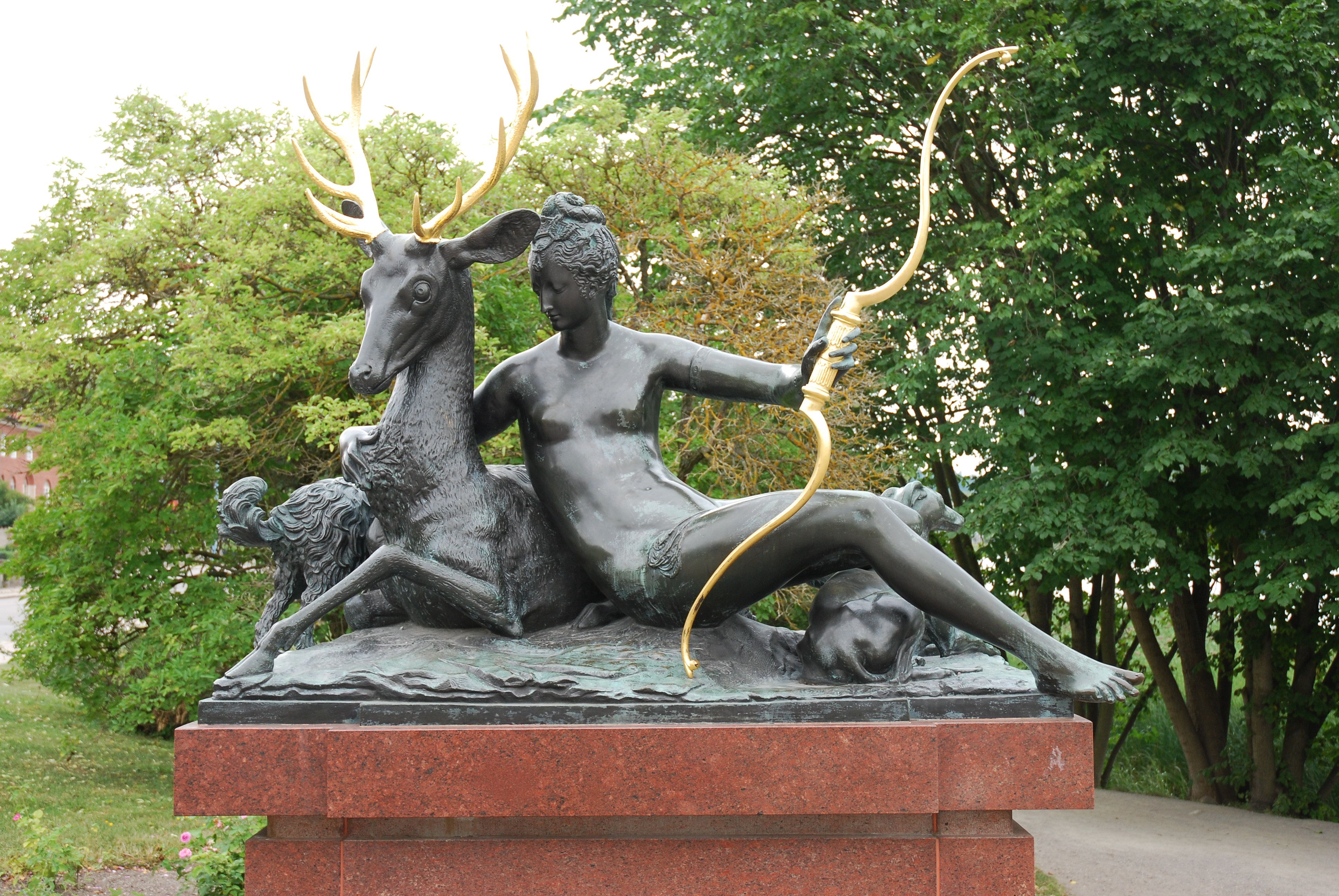
Diana appoggiata su un cervo di Goujon

Lo stile Enrico II fu il principale movimento artistico del XVI secolo in Francia, parte del Manierismo nordico. Venne subito dopo l'Alto Rinascimento e fu in gran parte il prodotto di influenze italiane. Francesco I e sua nuora, Caterina de' Medici, avevano importato in Francia un certo numero di artisti italiani della scuola di Raffaello o di Michelangelo; i francesi li seguirono a lavorare nell'idioma manierista. Oltre al lavoro degli italiani in Francia, molti francesi raccolsero gli italianismi mentre studiavano arte in Italia durante la metà del secolo. Lo stile di Enrico II, anche se prende il nome da Enrico II di Francia, in realtà durò dal 1530 circa fino al 1590 sotto cinque monarchi francesi, le loro amanti e le loro regine.
I prodotti più duraturi dello stile Enrico II furono architettonici. Prima Rosso Fiorentino e poi Francesco Primaticcio e Sebastiano Serlio servirono Enrico II come artigiani di corte, costruendo la sua galleria e l'Aile de la Belle Cheminée (1568). L'architetto francese Pierre Lescot e lo scultore Jean Goujon ricostruirono il Palazzo del Louvre attorno all'ormai famosa corte quadrata. Il castello di Anet, commissionato da Diana di Poitiers, amante di Enrico II, fu progettato da Philibert Delorme, che studiò a Roma. Il castello, molto manierista, ospitava una statua di Diana di Benvenuto Cellini, che stava lavoravando in Francia. Nel 1564 Delorme iniziò a lavorare sulle Tuileries, i più importanti palazzi parigini di stile Enrico II. Anch'esso mostrava un trattamento manierista di temi classici, per il quale Delorm aveva sviluppato il suo "ordine francese" di colonne.

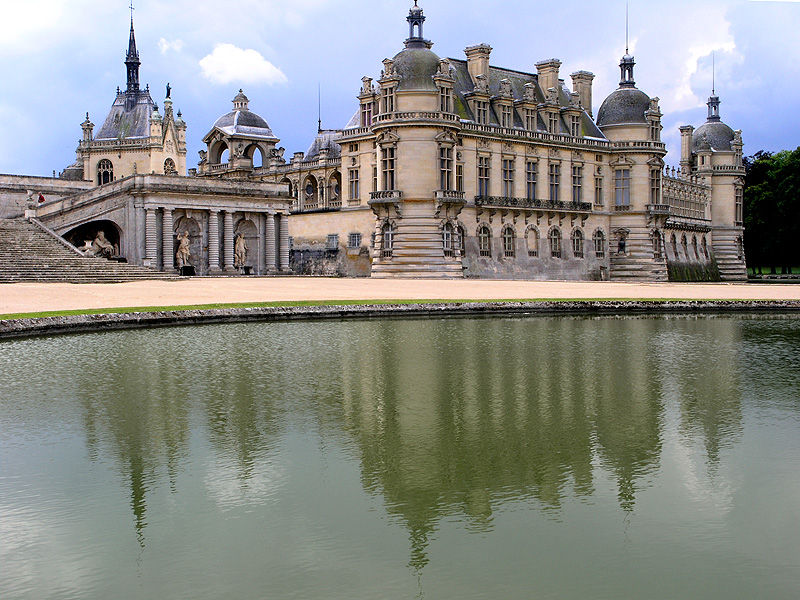
Castello di Chantilly

Jean Bullant, un altro architetto che studiò a Roma, produsse anche disegni che combinavano "temi" classici in una struttura manierista. Il castello di Écouen e il castello di Chantilly, entrambi per Anne de Montmorency, esemplificano il castello in stile Enrico II, che proliferava tra la nobiltà. Un catalogo molto accurato di incisioni dell'architettura francese del XVI secolo fu prodotto da Jacques Androuet du Cerceau il Vecchio con il titolo Les plus excellents bastiments de France (tra il 1576 e il 1579, in due volumi). Gran parte degli edifici così incisi sono stati distrutti (come le Tuileries) o significativamente alterati (come Écouen), così che le riproduzioni di Cerceau sono la migliore guida per lo stile Enrico II.

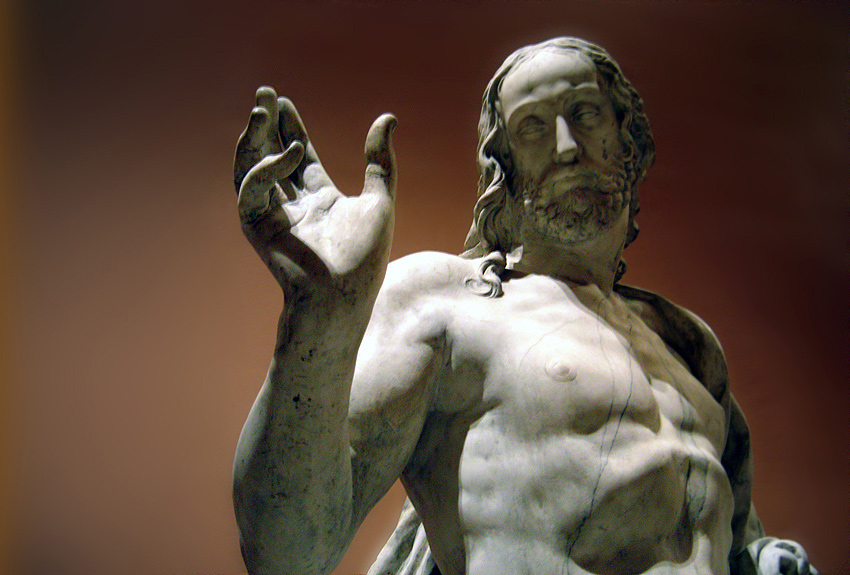
Resurrezione di Pilon

Nella pittura, come in architettura, i francesi erano influenzati dal Manierismo italiano e molti pittori e scultori italiani erano membri attivi della Prima Scuola di Fontainebleau, che a sua volta produsse un attivo e talentuoso raccolto di pittori e scultori nativi, come Germain Pilon e Juste de Juste. Alla fine del secolo lo stile Enrico II, una forma gallicizzata di manierismo italiano, era stato sostituito da un classicismo più coerente, con accenni del futuro Barocco. Il suo immediato successore nella storiografia artistica francese è lo stile di Enrico IV.